# 1961-es finn labdarúgó-bajnokság (első osztály)
Az 1961-es finn labdarúgó-bajnokság (Mestaruussarja) a finn labdarúgó-bajnokság legmagasabb osztályának harmincegyedik alkalommal megrendezett bajnoki éve volt. A pontvadászat 12 csapat részvételével zajlott. A bajnokságot a HIFK Helsinki csapata nyerte.  

## Bajnokság végeredménye
| #  | Csapat              | M  | Gy | D | V  | RG | KG | Pont |
| -- | ------------------- | -- | -- | - | -- | -- | -- | ---- |
| 1  | HIFK Helsinki (B)   | 22 | 14 | 3 | 5  | 57 | 26 | 31   |
| 2  | KIF Helsinki        | 22 | 14 | 2 | 6  | 45 | 29 | 30   |
| 3  | Haka Valkeakoski    | 22 | 12 | 5 | 5  | 51 | 32 | 29   |
| 4  | TPS Turku           | 22 | 11 | 2 | 9  | 48 | 49 | 24   |
| 5  | Reipas Lahti        | 22 | 9  | 4 | 9  | 37 | 37 | 22   |
| 6  | HJK Helsinki        | 22 | 7  | 7 | 8  | 42 | 41 | 21   |
| 7  | HPS Helsinki        | 22 | 9  | 2 | 11 | 49 | 56 | 20   |
| 8  | TaPa Tampere        | 22 | 7  | 6 | 9  | 38 | 48 | 20   |
| 9  | KuPS Kuopio         | 22 | 8  | 3 | 11 | 40 | 45 | 19   |
| 10 | VIFK Vaasa (K)      | 22 | 7  | 4 | 11 | 42 | 53 | 18   |
| 11 | PPojat Helsinki (K) | 22 | 7  | 3 | 12 | 30 | 41 | 17   |
| 12 | TuTo Turku (K)      | 22 | 5  | 3 | 14 | 36 | 58 | 13   |

## Külső hivatkozások
- Hivatalos honlap (finnül)
- Finnország – Az első osztály tabelláinak listája az RSSSF-en (angolul)